# Renée Sintenis

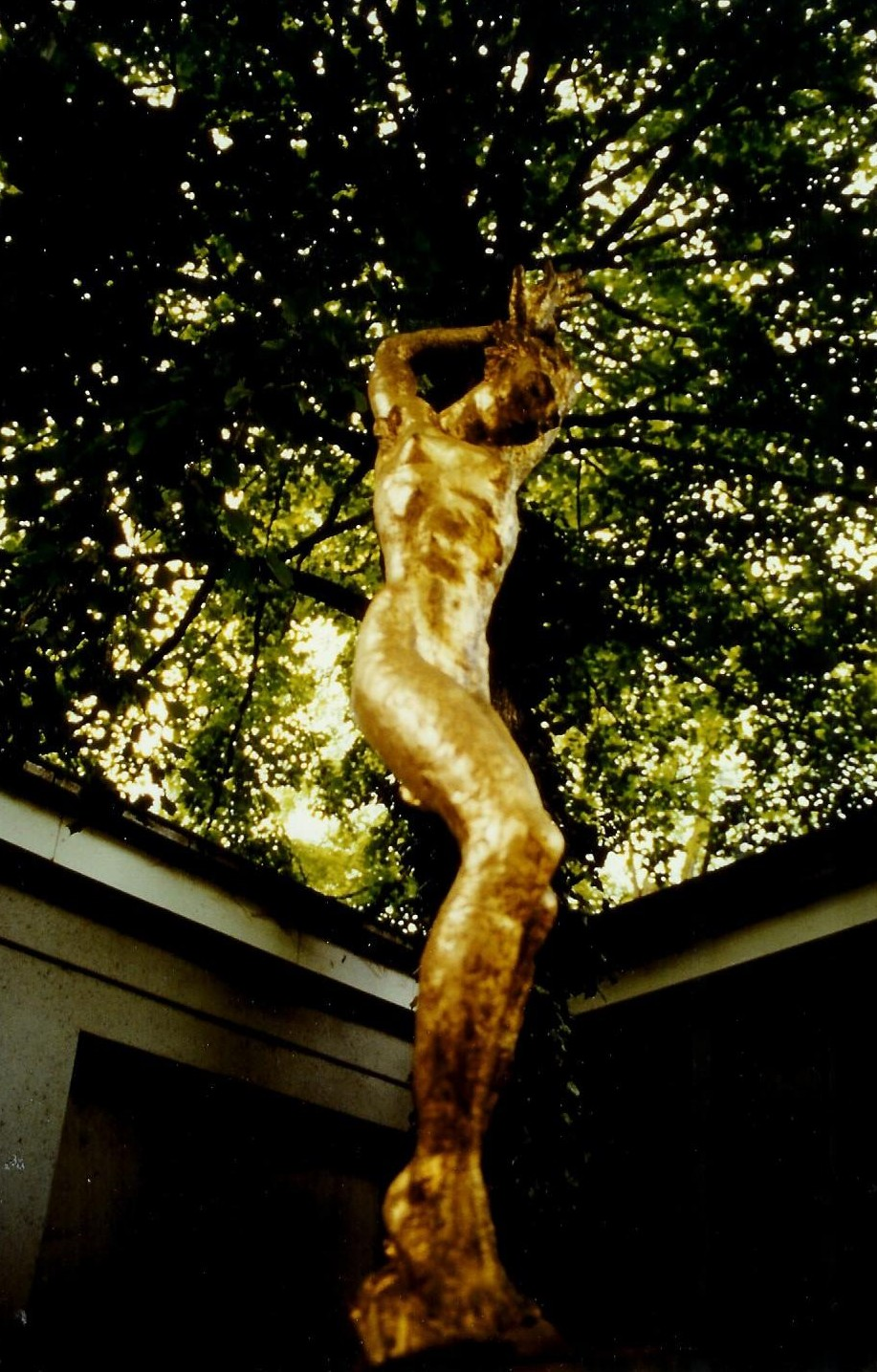
Dafne, Bürgergärten, Lübeck.

Renée Sintenis (nascida como Renate Alice Sintenis; Glatz, 20 de março de 1888—Berlim, 22 de abril de 1965) foi uma escultora alemã, enquadrada no expressionismo. Criou especialmente pequenas esculturas de animais, nus femininos e figuras dos desportos.
De família de origem huguenote (Sintenis deriva de Saint-Denis), passou a sua juventude em Neuruppin e Stuttgart, onde recebeu as sua primeiras lições de pintura. De 1907 a 1910 estudou escultura no Museu de Artes Decorativas de Berlim (Kunstgewerbemuseums Berlin) com Wilhelm Haverkamp. Contudo, teve de suspender  os seus estudos para trabalhar com o seu pai como secretária. Pronto se independentizou, e começou com a escultura em pequena escala a partir de 1913, coletando um grande sucesso. Em 1917 casou-se com o calígrafo e pintor Emil Rudolf Weiß. Na década de 1920 teve os seus maiores sucessos. O seu marchand, Alfred Flechtheim, apresentou o seu trabalho em Paris e Nova Iorque. Em 1931 converteu-se na primeira escultora admitida na Academia das Artes da Prússia.
Em 1934, foi excluída pelos nazistas, por razões de origem racial, da Academia das Artes. Após a morte do seu marido, em 1942, caiu numa profunda crise. Em 1945 o seu apartamento foi destruído, perdendo todas as suas pertenças e grande parte do seu trabalho. Desde 1947 trabalhou como professora na Faculdade de Belas Artes de Berlim, e em 1955 foi incluída na recém fundada Academia das Artes de Berlim (Oeste). A sua estátua Urso de Berlim (1957) é a usada atualmente para os prêmios do Festival Internacional de Cinema de Berlim.